# Onychorhynchus mexicanus
El mosquero real centroamericano o mosquero real norteño (Onychorhynchus mexicanus), también denominado atrapamoscas real centroamericano (en Venezuela), cazamoscas real (en Honduras) o mosquero real (en México, Costa Rica y Panamá), es una especie —o el grupo de subespecies Onychorhynchus coronatus mexicanus/fraterculus, dependiendo de la clasificación considerada— de ave paseriforme de la familia Onychorhynchidae —aunque situado en Tityridae o en Oxyruncidae dependiendo de la clasificación adoptada—. Es nativo de México, América Central y del norte de América del Sur. 

## Distribución y hábitat
Se distribuye desde el este y sur de México, por Belice, Guatemala, Honduras, Nicaragua, Costa Rica, Panamá, hasta el norte de Colombia y noroeste de Venezuela.
Esta especie es considerada poco común y bastante local en sus hábitats naturales: el sotobosque de selvas húmedas y caducifolias, donde prefiere la cercanía de cursos de agua; principalmente por debajo de los 1400 m de altitud.

## Descripción
El mosquero real centroamericano mide entre 16.5 y 18 cm de longitud. Sus partes superiores son principalmente pardas con motas de color crema sobre las coberteras de las alas. Su obispillo y cola son de color ocre ojizo. Su pico es relativamente largo y ancho. Tiene un penacho eréctil en forma de abanico, con plumas rojas en los machos y naranja amarillentas en las hembras. Raramente despliegan del todo las plumas de su penacho.
Generalmente son aves poco llamativas y silenciosas, pero que de vez en cuando emiten llamadas claras y repetitivas que suenan como «prii-o» o «kia».

## Sistemática

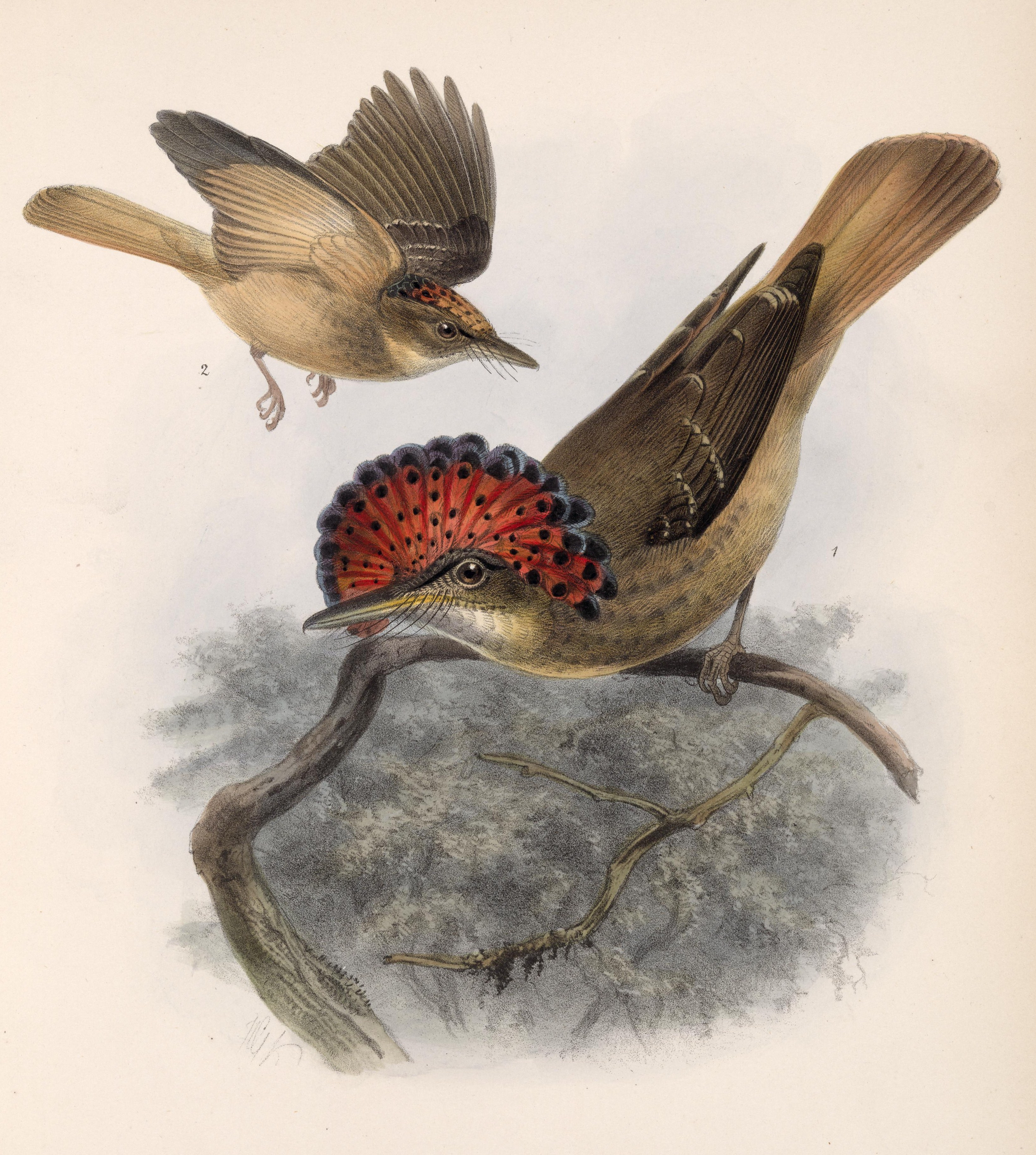
Muscivora mexicana, macho (adelante), hembra (atrás), ilustración de Keulemans para Biologia Centrali-Americana, 1902.

### Descripción original
La especie O. mexicanus fue descrita por primera vez por el zoólogo británico Philip Lutley Sclater en 1857 bajo el nombre científico Muscivora mexicana; su localidad tipo es: «Córdoba, Veracruz, México.».

### Etimología
El nombre genérico masculino «Onychorhynchus» se compone de las palabras del griego «ονυξ onux, ονυχος onukhos» que significa ‘garra’, y «ῥυγχος rhunkhos» que significa ‘pico’; y el nombre de la especie mexicanus, se refiere a México, la localidad tipo.

### Taxonomía
Cada uno de los taxones geográficamente o de plumaje distintos dentro de Onychorhynchus han sido originalmente descritos como especies separadas, pero han sido generalmente unidos en una única especie, Onychorhynchus coronatus, por diversos autores, aunque diversas sugestiones han sido hechas en relación con separaciones dentro del género con algunos autores considerando cuatro especies diferentes (O. coronatus, O. swainsoni, O. occidentalis y la presente) como Ridgely & Tudor (2009), versiones anteriores del Congreso Ornitológico Internacional (IOC) y Aves del Mundo (HBW) y Birdlife International  (BLI). Sin embargo, las vocalizaciones parecen ser similares para todos con excepción de O. swainsoni del sureste de Brasil; segundo los estudios de Harvey et al. (2020) la divergencia más profunda sería entre O. swainsoni y los otros taxones. Con base en estas evidencias, tanto el IOC (que reconocía cuatro especies) como Clements/eBird (que reconocía solo una) desde el año 2023 reconocen la existencia de dos especies separadas (O. coronatus y O. swainsoni). Los recientes y posteriores estudios de Reyes et al. (2023) no solamente refuerzan esta antigua divergencia como también sugieren otras futuras separaciones.

### Subespecies
Tratado como grupo politípico mexicanus/fraterculus, y según las clasificaciones del Congreso Ornitológico Internacional (IOC) y Clements Checklist/eBird se reconocen dos subespecies, con su correspondiente distribución geográfica:
- Onychorhynchus coronatus mexicanus (P.L. Sclater), 1857 – sur y este de México (sur de Veracruz, norte y sureste de Oaxaca) al sur hasta Panamá.
- Onychorhynchus coronatus fraterculus Bangs, 1902 – norte de Colombia (al sur hasta el norte de Antioquia y norte de Santander) y noroeste de Venezuela (oeste de Zulia hasta Barinas).